# Julies balkon
Julies balkon er en dansk dokumentarfilm fra 1993 med instruktion og manuskript af Annette K. Olesen.

## Handling
Verona. Den berømte balkon og dens gæster overvåges af kameraet. Pigerne kommer ud for i tanker og bevægelser at sende hilsner til deres Romeo'er, fanget i de ubevogtede øjeblikke af den afslørende optimist i turismens vrimmel.